# یوککا وینو
یوککا وینو (انگلیسی: Jukka Vieno؛ زادهٔ ۴ آوریل ۱۹۵۷) مؤلف (پدیدآور)، فیلم‌نامه‌نویس، نمایشنامه‌نویس، شاعر، و استاد (تمام) اهل فنلاند است.
وی همچنین برندهٔ جوایزی همچون جایزه اینو لینو شده‌است.